# Episcopia Hotinului (Mitropolia Proilaviei)
Episcopia Hotinului a fost o structură canonică sufragană a Mitropoliei Proilaviei între anii 1757 (1758) - 1810. Ea s-a născut prin scoaterea de sub ascultarea canonică a Mitropoliei Moldovei a teritoriului încorporat de turci raialei Hotinului și intrarea credincioșilor creștini de aici în jurisdicția Mitropoliei Proilaviei, cu sediul la Ismail între 1758 - 1789 și la Brăila  între 1793 - 1810.
Episcopia a funcționat cu întreruperi, fiind desființată pe timpul ocupațiilor rusești dintre anii 1769-1774 , 1789-1792 și 1806-1810.
Ca episcopi de Hotin au funcționat patru dintre Mitropoliții Proilavi: Daniil, Ioachim, Chiril și Partenie al II-lea, precum și doi episcopi de sine stătători: Neofit și Amfilohie.

## Istoric
În urma luptei de la Stănilești (1711) dintre ruși, moldoveni și turci, turcii ocupă străvechea cetate moldovenească Hotin. În anul următor, ei cuceresc câteva sate din ținuturile Soroca și Iași, iar în 1715, o porțiune din ținutul Cernăuți. Toate aceste teritorii s-au constituit, în 1715, în raiaua Hotinului.

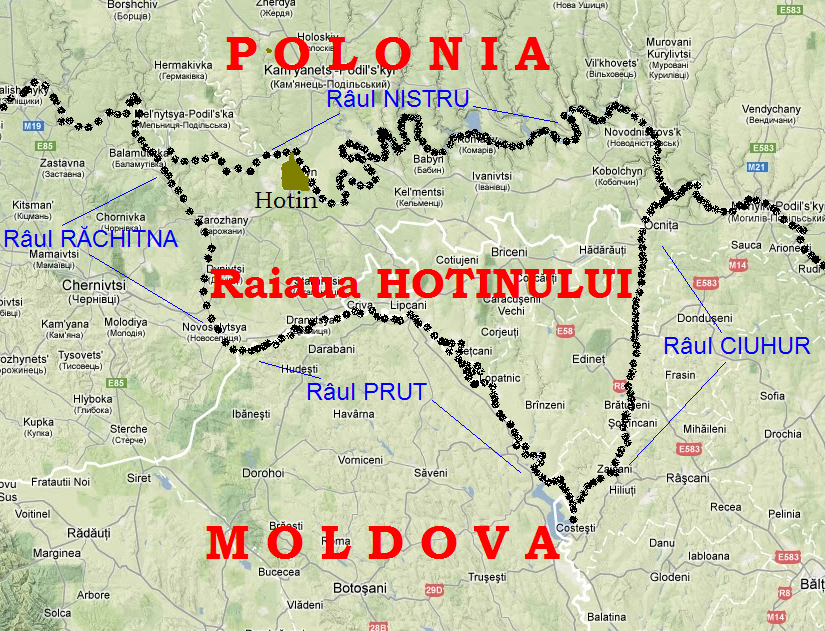
Raiaua Hotinului

Granițele raialei erau delimitate de râurile Nistru  la nord, Ciuhur la est, Prut la sud și Răchitna la vest. Raiaua Hotinului avea circa 100 de sate împreună cu cetatea Hotinului și târgurile Lipcani, Briceni și Noua Suliță. Turcii înlocuiesc și vechea stemă a cetății, reprezentând un pândar cu una nouă cuprinzând trei turnuri pe un câmp auriu având deasupra turnului din mijloc o semilună de care atârnau două paloșe încrucișate. Mai târziu rușii aveau să păstreze această stemă, adăugând deasupra paloșelor o cruce argintie:p. 204
În 1750, mitroplitul Filotei al Proilaviei, reușește prin manevre dubioase care aveau să ducă la depunerea sa din scaun un an mai târziu,  să obțină un firman al sultanului Mahmud I-ul prin care raiaua Hotinului intra sub jurisdicția canonică a Mitropoliei Proilaviei.
„Mitropolitul Proilavului obținând firman împărătesc ca să anexeze ținutul Hotinului la eparhia sa, a trecut prin Moldova îndreptându-se spre acolo ca să încaseze sumele canonice de la creștini. Boierii pământeni, împreună cu mitropolitul Moldovei cu episcopii, știind bine că acel ținut era din vechime unit cu episcopia de Rădăuți, sau ca să spunem mai bine cu Moldova, au adus faptul la cunoștința lui Constantin Racoviță, rugându-l cu stăruință să îngrijească și să obție alt firman, revocând pe cel ca dat din greșală. Și într-adevăr, domnul a stăruit și a obținut alt firman poruncind ca ținutul să nu se deslipească de eparhia Moldovei, ci să rămână unit cu ea, precum a fost din timpurile vechi. Mitropolitul Proilavului, care încă petrecea pe acolo, aflând faptul a anatematizat in biserică pe acei cari au pricinuit acest lucru, fără să socotească, omul cu minte scurtă, rezultatele. Pentru aceasta a fost caterisit de Marea Biserică, primind pedeapsa cuvenită.”—Cronica Ghiculeștilor

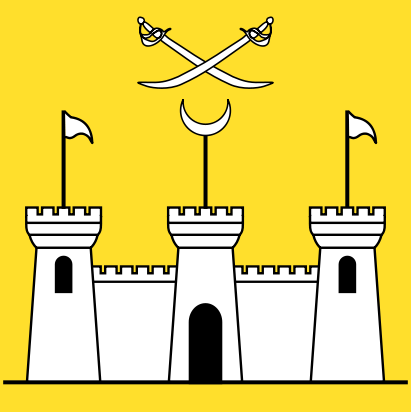
Stema Raialei Hotinului

După primirea firmanului de revocare situația canonică din raiaua Hotinului a rămas incertă, arhimandritul Tit Simedrea afirmând că raiaua Hotinului n-a rămas sub jurisdicția Mitropoliei Moldovei dar nici nu a intrat în componența Mitropoliei Proilaviei. Disputa începută de mitropolitul Filotei avea să fie soluționată printr-un compromis care v-a rămâne în vigoare pentru următorii 40 de ani: teritoriul raialei se va constitui într-o eparhie separată, care să nu fie inclusă în Mitropolia Proilaviei, iar Mitropolitul Proilav (sau un alt ierarh numit de acesta) să fie chiriarh al noii episcopii.
Trecerea Hotinului sub jurisdicția Mitropolitului Proilav a avut loc undeva între 24 iunie 1757 și 4 august 1758, conform a două documente prezentate în continuare.
Astfel, la 24 iunie 1757 mitropolitul Moldovei, Iacov Putneanul, preciza agentului trimis în Moldova de viceguvernatorul Kievului, Kosturin, pentru cercetarea afacerii episcopului de rit vechi Antim, ce se autointitula „episcop al Hotinului” că Hotinul aparține de Mitropolia Moldovei iar menționatul Antim este „ascultător de vlădica Proilaviei, și păstorește doar asupra lipovenilor din ținutul Hotinului”.:p. 116
În 1758 este cunoscut primul document în care Mitropolitul Proilav Daniil își adaugă în titulatură și Hotinul. În hrisov se precizează că: „Daniil cu mila lui Dumnezeu mitropolitul Proilaviei, Tomarova Hotinul și a toată marginea Dunării și a tot Nistru” hirotonește pe „ierodiaconul Alexandru Ureache preot desăvârșit la schitul Nalt al mitropoliei Hotinului. Leat 1758, August.”
Pe perioada păstoririi sale, Daniil avea să numească doi episcopi ai Hotinului, pe Neofit, menționat la 1765:p. 536 și Amfilohie (1767-1769), care arată într-o scrisoare din 1768 către arhimandritul Zosima din Kiev că a fost sfințit de trei arhierei, între care „Daniil al Proilavului”.:p. 116
Între anii 1768-1774, are loc un nou război ruso-turc, fapt care face ca între 1769-1774 toate teritoriile din jurisdicția Mitropoliei Proilaviei, împreună cu Moldova și Țara Românească să se afle sub ocupația și administrația Imperiului Rus. Orașul Ismail, cu sediul Mitropoliei este asediat și cucerit la 16 august 1770 de trupele rusești conduse de mareșalul Piotr Rumianțev. Soarta mitropolitului Daniil este una incertă, mitropolia, ca și episcopia Hotinului, încetând practic să existe. 
Merită adăugat că, pentru exact același moment, când rușii luau de la turci și raiaua Hotinului, o cronică rimată de la 1769 dădea glas, plin de ironie, bucuriei românești: 
„Hotine, Hotine

Gătești-te bine
Că moscalul vine
Ș-a fi rău de tine!
Saltă și te văsălește,

Că moscalul sosăști!”—Cronică populară de la 1769
În acest context, Mitropolitul Moldovei, Gavriil Callimachi, adresează în 1771 o gramată feldmareșalului rus Piotr Rumianțev-Zadunaiski, cerând desființarea efectivă a Mitropoliei Proilaviei, mai ales că îl considera ape mitropolitul Daniil ca fiind mort în acel moment.
„Rămânând fără păstor bisericesc prevoslavnicul norod ce locuește într-această eparhie, precum ne-am încredințat, socotim de a noastră datorie de a însărcina cu conducerea acestei eparhii pe Inochentie,- Episcopul Hușilor, ca cel ce este aproape de acele părți de loc.:p. 315”—Mitropolitul Gavriil Calimachi, Gramată către Feldmareșalul Piotr Rumianțev
Mitropolitul Gavriil Callimachi propunea și o repartizare a teritoriilor Mitropoliei Proilaviei la eparhiile Moldovei, și anume: Hotinul la Episcopia Rădăuților, iar celelalte teritorii din stânga Prutului (Bugeacul și Benderul),  la Episcopia Hușilor. 
Rumianțev răspunde abia în 1773, aprobând cu titlu provizoriu cele propuse.
„După socotința înștiințării Prea Sfinției tale și prea Sfințitului Mitropolit al Ungro-Vlahiei, pentru eparhia Brăilei și eu socotesc că se va face hotărâre de la marea stăpânire, povățuirea cea duhovnicească a celor ținuturi, a Ismailului, a Renilor, a Chiliei, a Benderului, s-au fost date Episcopului de Huși; iar ținutul Brăilei, Episcopului de Buzău.

Deci, pentru împlinirea acestora, Prea Sfinția ta binevoiește a scrie celui mal mare povățuitor a eparhiei aceia, după hotărârea bisericească și politicească.:p. 315 ”—Feldmareșal Piotr Rumianțev, Scrisoare către mitropolitul Gavriil Calimachi
Pe baza acestei hotărâri, Mitropolitul Moldovei îi anunța pe enoriașii fostei eparhii a Proilaviei despre noua situație:
„Și osebit de eparhia Hotinului ce s-au dat sub ocârmuire frăției sale episcopului de Rădăuți kyr Dositei, toată cealaltă eparhie să fie întru purtarea de grijă a numitului episcop de Huși, până când se vor liniști lucrurile, rămânând întru pașnica stare și atunci se va pune la cea desăvârșit buna rânduială; deci molitvele voastre, preoți și toți pravoslavnicii creștini, ce sunteți locuitori într-acea eparhie după creștineasca voastră datorie, să vă supuneți rânduitului episcop al Hușului, la cele duhovnicești, ce sunt spre a voastră apărare și sufletească mântuire, cu căzuta cinste și evlavie ce se cuvine arhieriei sale, aceasta înștiințăm. 1771 Genar 10. Iscălit: Gavriil, mitropolit al Moldovei””—Gavriil Calimachi mitropolitul Moldovei, Epistolă arhipăstorală adresată locuitorilor ținuturilor Ismail, Tomarova, Chilia, Akkerman și Bender
Hotărârea nu apucă să fie pusă în practică, deoarece războiul se încheie cu Pacea de la Kuciuk-Kainargi, din 10 Aprilie 1774, rușii au părăsit teritoriile ocupate,  iar turcii și-au reinstalat controlu în raiale. În această conjunctură și-a reluat existența și Mitropolia Proilaviei, sub conducerea noului mitropolit Ioachim, care i-a urmat lui Daniil, mort în 1773.
„Anul 1774. În acestu anu, la 10 Iuniu încheindu-se la Cuciuc-Cainargi pacea între Ruși și Turci, după retragerea Rușilor, Turcii iarăși au ocupatu ținuturile dunărene și besarabiene, pe unde erau cetăți; iară prin aceasta s-a reinființatu earăși Eparchia Proilaviei.:p. 326 ”—Episcop Melchisedec Ștefănescu, Chronica Hușilor și a Episcopiei cu asiminea numire
Mitropolitul Ioachim (1774-1780) va deveni totodată și noul episcop de Hotin, după cum reiese din o serie de acte pe care le semnează
La 1775, Iulie 27 mitropolitul Ioachim al Proilaviei iscălește ca „al Proilaviei și Hotinului Ioachim” actul, din care se constată că a dat darul preoției lui Ioan și l-a orânduit „la satul din țănutul Otinului anume Brânzeni”.:p. 274
Într-un alt act din 1777, Ioachim se intitula „Ioachim, cu Mila lui Dumnezeu mitropolit Proilav, Tomarov, Hotinean și a toată stăpânirea Ucrainei”.
Și mitropolitul Chiril al Proilaviei se intitula la 1780 „episcop al Hotinului”, aceasta înseamnă că după Pacea de la Kucuc-Kainargi, din 1774 Turcii restabiliseră vechea formă a eparhiei pentru raialele lor.:p. 116
Episcopia a fost desființată în 1810  printr-un act al mitropolitului Gavriil Bădulescu-Bodoni, exarh al Moldovei, Valahiei și Basarabiei:
„Înștiințare să face, ca după cum în cnejia Moldavii, după luarea cetăților Hotinul si Benderul de către oștííle prea puternicului și blagocestivului nostru împărat Alexandra Pavlovici, s-au alăturat mai sus numitele cetăți cu olatele lor la adevăratele lor eparhii, de unde s-au fost dejghinate din vechime ....”—Mitropolit Gavriil Bănulescu Bodoni, Scrisoare către locuitorii Brăilei, 4 februarie 1810

## Episcopi

### Daniil
Articol principal: Daniil.
În anul 1751, în poziția de mitropolit al Proilaviei este numit mitropolitul Daniil, fost mitropolit de Side, eparhie desființată la mijlocul secolului XVIII, prin contopire cu mitropolia Monemvasiei.
Daniil a fost un mitropolit învățat, cel mai probabil român de neam, fapt dovedit atât de cele trei gramate de hirotonire păstrate în arhiva Consistoriului dinOdesa, care menționează că sunt traduse din limba română, cât și din pisaniabisericii „Adormirea Maicii Domnului” dinCăușeni, ctitoria sa, scrisă de asemenea în limba română. 
Daniil a întreprins o amplă activitate de reorganizare a eparhiei, înființând noi subdiviziuni administrativ-canonice, pentru a gestionare mai ușoară a teritoriului foarte întins al acesteia. 
El este primul mitropolit Proilav care ocupă și scaunul de Episcop de Hotin la 1758. 
Astfel Daniil se intitulează la 1769 „Mitropolitul Proilaviei, al Tomarovei, al Hotinului, al tuturor marginilor Dunării și ale Nistrului și al întregii Ucraine a hanului”.
Daniil va păstra pentru sine scaunul Episcopiei Hotinului timp de 7 ani, până în 1765 când numește ca episcop Neofit și apoi, în 1769 pe Amfilohie.
Mitropolitul Daniil al Proilaviei va face la 04 august1758 prima hirotonie din noua episcopie, a Ierodiaconul Alexandru Ureache, preot desăvârșit la schitul Nalt al Episcopiei Hotinului.

### Amfilohie
Amfilohie Hotiniul s-a născut în jurul anului 1730. A fost călugărit la Mănăstirea Secu. A studiat probabil la Academia duhovnicească din Kiev; de asemenea a efectuat călătorii de studii la Roma.  
Amfilohie Hotiniul a deținut funcția de episcop la Hotin din anul 1767 până în anul 1770. Este întâlnit apoi la Iași, dar mai ales la Schitul Zagavia (comuna Scobinți), de lângăHârlău.
În 1772 se află la Roma ca student bursier, unde studiază matematica.
S-a reîntors în țară ca profesor la Huși.
A încetat din viață în jurul anului 1800, la Schitul Zagavia.

### Ioachim
Articol principal: Ioachim.
Mitropolitul Ioachim al Proilaviei se intitula, la 1777,„Ioachim, cu Mila lui Dumnezeu mitropolit Proilav, Tomarov, Hotinean și a toată stăpânirea Ucrainei”.
Mitropolitul Ioachim se remarcă printr-o intensă activitate canonică și misionară.  
În anii 1775 și 1777 vizitează raiaua Hotinului, hirotonind mai mulți preoți, după cum urmează:
- 1775, 27 iulie - Preotul Ioan hirotonit „la satul din ținutul Otinului anume Brânzeni”[19]:pp 360-361
- 1777, 01 iunie - Preotul  Gheorghe, hirotonit pentru parohia Paladie, în ținutul Hotinului[19]:p. 361
- 1777, 08 iunie - Preotul  Vasilie, hirotonit pentru parohia Cruhlec, în ținutul Hotinului[19]:p. 361
- 1777, 24 iulie - Preotul  Ioan ot Brânceni în ținutul Hotinului[19]:p. 361

### Chiril
Articol principal: Chiril.
Chiril este ales în aprilie 1781, ca mitropolit al Proilaviei, fiind alături de Daniil al doilea Mitropolit Proilav de origine română.  
În urma intrării Ucrainei Hanului în compunerea Imperiului Rus, în urma Păcii de la Iași, din 11 februarie 1792, mitropolitul Chiril,  alege să rămână în Rusia, numai ca Episcop de Hotin.
Astfel, la 14 septembrie 1792 Iosif (Argutinski), arhiepiscopul Gaicanschiei scria mitropolitului Moscovei „Cea mai convingătoare rugăminte a preasfințitului Iuber, a mitropolitului Iona și a preasfințitului Hotinului Chiril, ca să li se dea lor vreo subsidie, (...) iară preasfințitulul Chiril trăiește în Dubăsari, ducând cele mai mari nevoi și cea mai de plâns sărăcie, neavând măcar de hrană. Dacă se va numi acestuia din urmă 500 de ruble în fiecare an pentru traiul lui, apoi aceasta destul de bine va înlătura nevoile lui.” 
Spre sfârșitul vieții pleacă la Kiev, în Rusia, la mănăstirea Pecerska, unde moare și este înmormântat. :p. 14

### Partenie al II-lea
Articol principal: Partenie al II-lea.
Partenie al II-lea va păstori Mitropolia Proilaviei între 1793 și 1810, fiind înscăunat ca Mitropolit Proilav și Episcop de Hotin odată cu reînființarea mitropoliei în 1793, în condițiile în care fostul mitropolit Chiril a ales să rămână în Rusia. 
Episcopia Hotinului a funcționat în noile condiții până la izbucnire noului conflict ruso-otoman din perioada 1806-1812. În noiembrie-decembrie 1806 Moldova și Muntenia au fost ocupate din nou de armatele Imperiului Rus. La 15/27 decembrie 1806, țarul Alexandru Inumește pe fostul domn al Țării Românești, Constantin Ipsilanti, în calitate de domn unit al Moldovei și Țării Românești. Singura decizie semnificativă a efemerei sale domnii, a fost trecerea teritoriilor raialelor turcești sub jurisdicția divanului unificat al domnului. Prin acest act Episcopia Hotinului era practic din nou desființată, teritoriul său intrând iarăși sub jurisdicția Mitropoliei Moldovei.
Ca urmare a pierderii eparhiei, mitropolitul Partenie este ales la 24 septembrie 1806  ca locțiitor al patriarhului ecumenic, rămânând Mitropolit Proilav și Episcop de Hotin doar nominal (fără eparhiei). 
Păstorirea lui Partenie al II-lea se încheie la 30 noiembrie 1810, când a fost numit Mitropolit al Dramei,  în nordul Greciei.
Partenie al II-lea al Proilaviei hirotonește la 21 iunie 1801 pe diaconul Petru Cămârzan, pentru parohia Rosoșani din raiaua Hotinului.:p. 366

## Biserici
- Biserica "Sf. Nicolae" - atribuită lui Ștefan cel Mare și reședință a învățatului episcop Amfilohie Hotiniul (1767-1770). În perioada stăpânirii turcești (după 1770), a fost degradată și transformată în moschee.[24]